# Mony Marc
Mony Marc är en belgisk musiker.
Marc var den första som fick representera Belgien i Eurovision Song Contest vilket hon gjorde år 1956 med låten Le plus beau jour de ma vie (Den vackraste dagen i mitt liv) med musik komponerad av Claude Alix och text skriven av David Bee. Låtens placering i tävlingen samt poäng är okänt, då något officiellt röstresultat inte finns. Tävlingen hölls i Lugano, Schweiz.